# William Johannes Schulz
William Johannes Schulz (* 8. Mai 1874; † 7. Dezember 1931 in Flöha) war ein deutscher Unternehmer. Er war Generaldirektor  der nach ihm benannten Baumwollspinnerei Gückelsberg Aktiengesellschaft bei Flöha und der Baumwollspinnerei AG Gelenau im Erzgebirge, Stadtrat und Ehrenbürger der Stadt Zschopau.

Stammaktie über 1000 RM der Baumwollspinnerei Gückelsberg William Schulz AG vom 12. Dezember 1941

## Leben und Wirken
Er war der Sohn von Sohn von Karl Heinrich Johannes Schulz und dessen Ehefrau Anna Natalie geborene Schreiter.
Aus Anlass seiner Ernennung zum Ehrenbürger stiftete er der Stadt Zschopau im September 1920 die Summe von 200.000 Reichsmark, die jedoch durch die fortschreitende Inflation sehr schnell an Wert verlor. Er war Mitglied mehrerer Vorstände sowie des Lokalausschusses Chemnitz der Sächsischen Staatsbank. Außerdem war er Führer des Verbandes der Arbeitgeber der sächsischen Textilindustrie.